# Liste von Seen in Liberia
Dies ist eine Liste von Seen in Liberia:
| Name        | Region                  | Koordinate                  | Bemerkung                                           |
| Bomi Lake   | Bong County             | 6° 49′ 23″ N, 10° 19′ 46″ W |                                                     |
| Fish Lake   | Margibi County          | 6° 16′ 35″ N, 10° 22′ 25″ W |                                                     |
| Lake Danu   | Grand Cape Mount County | 6° 41′ 0″ N, 11° 16′ 0″ W   | andere Namensvariante: Lake Zontoni                 |
| Lake Jaa    | Grand Cape Mount County | 6° 41′ 0″ N, 11° 16′ 0″ W   |                                                     |
| Lake Jukanu | Grand Cape Mount County | 6° 40′ 59″ N, 11° 16′ 43″ W | andere Schreibvariante: Lake Jakunu                 |
| Lake Makasa | Grand Cape Mount County | 6° 42′ 0″ N, 11° 19′ 0″ W   |                                                     |
| Lake Mono   | Grand Cape Mount County | 6° 42′ 0″ N, 11° 20′ 0″ W   |                                                     |
| Lake Piso   | Grand Cape Mount County | 6° 43′ 53″ N, 11° 15′ 26″ W | größter See; andere Namensvariante: Fishermens Lake |